# Düsseldorf-Rath Mitte
Düsseldorf-Rath Mitte – przystanek kolejowy w Düsseldorfie, w kraju związkowym Nadrenia Północna-Westfalia, w Niemczech. Znajdują się tu 2 perony. Według klasyfikacji Deutsche Bahn posiada 4 kategorię.